# 371년

## 연호
- 동진(東晉) 태화(太和) 6년 / 함안(咸安) 원년
- 전량(前凉) 승평(昇平) 15년
- 전진(前秦) 건원(建元) 7년
- 대(代) 건국(建國) 34년

## 기년
- 동진(東晉) 폐제(廢帝) 6년 / 간문제(簡文帝) 원년
- 신라(新羅) 내물 마립간(奈勿麻立干) 16년
- 고구려(高句麗) 고국원왕(故國原王) 41년 / 소수림왕(小獸林王) 원년
- 백제(百濟) 근초고왕(近肖古王) 26년

## 사건
동진(東晉)의 대사마(大司馬) 환온(桓溫)이 사마혁(司馬奕)을 폐위시키고 사마욱(司馬昱)을 즉위시키다.
백제, 근초고왕이 직접 군사를 이끌고 평양성으로 쳐들어감.
고구려, 고국원왕 백제 군사들과 맞서 싸우다가 화살 맞고
전사함. 그의 아들 구부가 소수림왕으로 왕의 자리에 오름.

## 사망
- 고구려(高句麗)의 16대 태왕(太王) 고국원왕(故國原王)